# سوسانتو
سوسانتو هو لاعب كرة قدم إندونيسي في مركز حراسة المرمى، ولد في 21 أغسطس 1987 في إندونيسيا. لعب مع PSPS Pekanbaru ‏.

## وصلات خارجية
- سوسانتو على موقع Soccerway.com (الإنجليزية)